# Sphaerodoropsis philippi
Sphaerodoropsis philippi is een borstelworm uit de familie Sphaerodoridae. Het lichaam van de worm bestaat uit een kop, een cilindrisch, gesegmenteerd lichaam en een staartstukje. De kop bestaat uit een prostomium (gedeelte voor de mondopening) en een peristomium (gedeelte rond de mond) en draagt gepaarde aanhangsels (palpen, antennen en cirri).
Sphaerodoropsis philippi werd in 1911 voor het eerst wetenschappelijk beschreven door Pierre Fauvel.
Een enkel exemplaar, amper 3 mm lang, werd verzameld door Louis Stappers op de expeditie naar de Noordelijke IJszee van de Belgica in 1907 in de Karazee nabij  Nova Zembla op 220 meter diepte. De soort is genoemd naar graaf Filips van Orléans die de expeditie leidde.